# Métro de Medellín
Le métro de Medellín est un des systèmes de transport en commun desservant la ville de Medellín en Colombie et son agglomération. C'est le seul métro au monde construit dans une ville de province avant celui de la capitale, plus peuplée, du pays. Le réseau comporte deux lignes de métro classique (A et B) et est complété par trois lignes de téléphériques (J, K et L) appelées Metrocable. L'ensemble des transports urbains de la ville est exploité par Sistema Integrado de Transporte del Valle de Aburrá  (SITVA).

## Historique du projet
Le contrat de la construction du métro de Medellin d'un montant de US$ 627 millions a été signé en novembre 1983 par un consortium germano-espagnol de onze entreprises dont Siemens, MAN, Oyckerhoff et Widmann, (Allemagne) et des entreprises de construction espagnoles (EntreCanales y Tavora, Construcciones y Contratas, Aplicaciones Tecnicas Industriales). La société française SGTE attaque le contrat pour irrégularités mais la plainte est rejetée.
Le projet de métro comporte deux lignes d'un total de 29 km, une ligne nord-sud A de 19 stations et de 23,2 km (30 % en viaduc, le reste en surface), une ligne est-ouest B de 7 stations et de 5,6 km (80% en viaduc, le reste en souterrain). Un effectif de 4.000 travailleurs est prévu pour sa construction.
Les travaux du métro sont toutefois interrompus en 1990 à 60% de sa réalisation à la suite du triplement du coût initial du projet. Les travaux reprennent près de trois ans plus tard à la suite d'un accord de refinancement avec le gouvernement colombien.
Le 30 novembre 1995, l'exploitation commerciale du métro commence entre les stations Niquía et Poblado (ligne A, 17,2 km, 15 stations).
Le réseau est complété le 28 février 2016 par l'ouverture de la ligne B, 9 km (incluant la liaison non commerciale entre les deux lignes) avec 7 stations et le 30 septembre 2016 par une extension de la ligne A de 6 km avec 4 stations jusqu'à Itagüi.
En septembre 2012, la ligne A a été étendu de 2,6 km avec deux stations supplémentaires, Sabaneta et La Estralla, soit au total 25,8 km et 21 stations.
Hors exploitation commerciale, une ligne de 3 km assure la liaison entre les deux lignes.
Au total le métro de Medellin compte deux lignes de 31,4 km en exploitation commerciale avec 28 stations.

## Caractéristiques techniques
Les stations sont construites pour accueillir des trains de six véhicules.

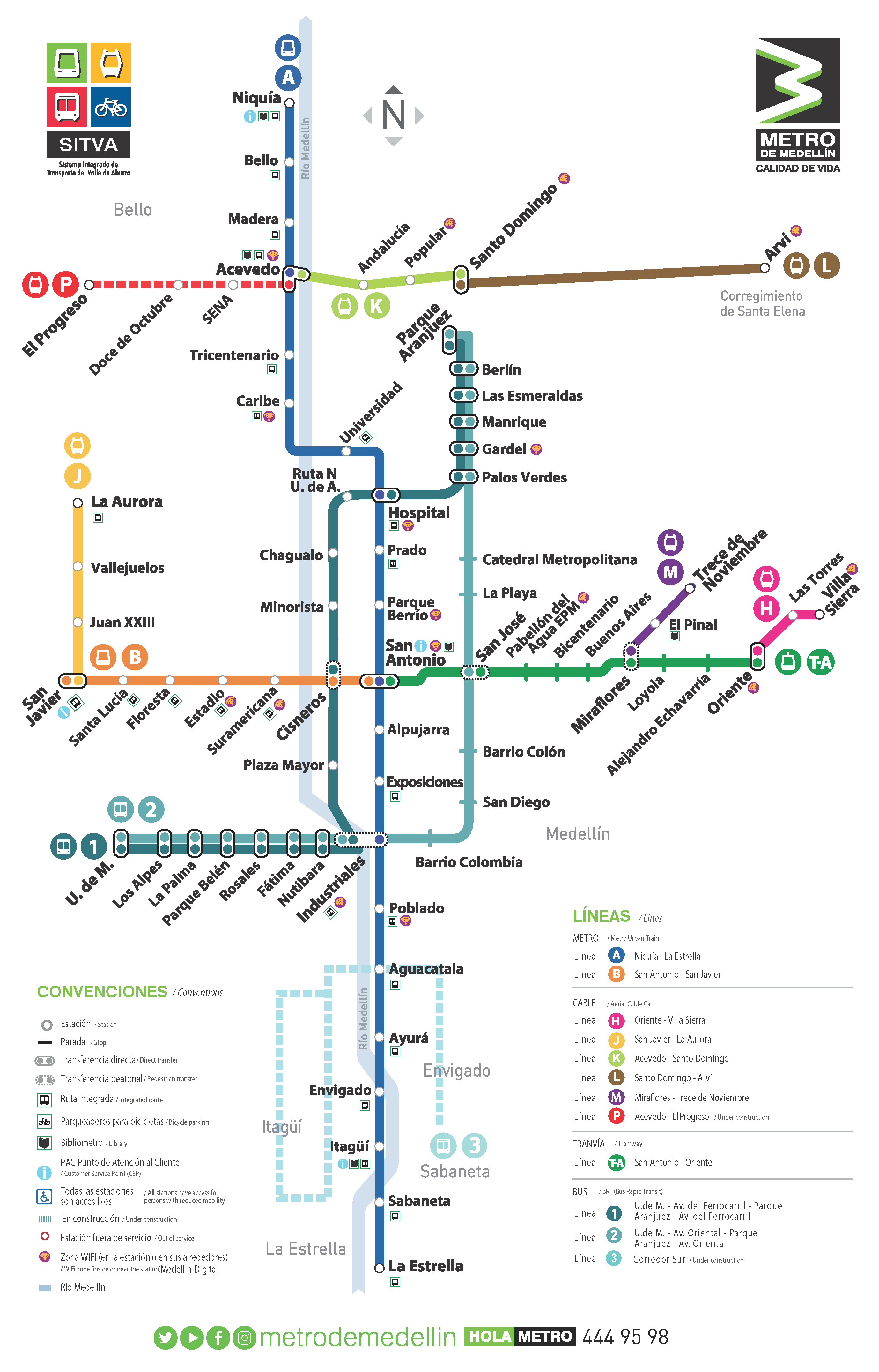
Carte du réseau SITVA

### Matériel roulant
Le matériel roulant initial est composé de 42 trains de trois véhicules Siemens-Man-Ateinsa, quinze trains en formation de six véhicules pour la ligne A et six trains de six véhicules pour la ligne B. Leur vitesse maximale est de 80 km/h. L’intervalle prévu alors entre les trains est de cinq minutes en période de pointe et de dix minutes en heures creuses. Ces véhicules font l'objet d'un contrat de rénovation obtenu par la société CAF en 2018.
En 2009, treize rames de trois caisses du constructeur CAF sont commandés auxquelles s'ajoutent trois rames supplémentaires commandées en 2014. Vingt rames similaires sont commandés en juillet 2015 pour un montant de €89 millions,. Une option de deux trains de trois véhicules a été ajouté en 2016 à cette dernière commande, soit un total de 38 trains de trois véhicules qui peuvent rouler en rames simples ou doubles.

### Signalisation
Dès l'origine les trains du métro sont équipés d'un automatisme de conduite des trains avec conducteurs LZB 700 Siemens. La société Siemens a obtenu un contrat de rénovation de €42 millions pour la ligne A du métro dont la réalisation doit être terminée en 2021,.

## Exploitation et fréquentation
L'exploitant du métro est Sistema Integrado de Transporte del Valle de Aburrá (SITVA),
En 2008, environ 477 000 personnes empruntèrent le métro chaque jour de la semaine. En 2019, les deux lignes du métro transportent un million de passagers par jour.

## Le Metrocable
Le Métro de Medellín est le seul système de transport en commun au monde, avec celui d'Alger et de Toulouse, où les lignes de métro sont connectées avec un système de cabine sur câbles aériens.
Le 30 juillet 2004, la ligne K du Metrocable est inaugurée. C'est un système de transport différent constitué de télécabines reliant la station Acevedo à la partie la plus haute du quartier Santo Domingo Savio, un quartier habité par des familles pauvres. Le 3 mars 2008, une seconde ligne de Metrocable est ouverte.
La ligne L relie la station Santo Domingo Savio au Parc Ecotouristique Arvi.
Deux nouvelles lignes métrocable M et H sont en projet de construction en prolongement d'un nouveau tronçon métropolitain à partir de la station de métro San Antonio.

## Réseau actuel

### Liste des stations du métro de Medellín et duMetrocable
Les stations de correspondance sont en gras.
| Ligne A Nord vers Sud | Ligne B Est vers l'Ouest                                                                                              | Ligne J (Metrocable) Ouest vers Nord-ouest                    | Ligne K (Metrocable) Nord vers Nord-est                              | Ligne L (Metrocable) Nord-est vers extrême Nord-Est |
| - Niquía - Bello - Madera - Acevedo - Tricentenario - Caribe - Universidad - Hospital - Prado - Parque Berrío - San Antonio - Alpujarra - Exposiciones - Industriales - Poblado - Aguacatala (es) - Ayurá (es) - Envigado (es) - Itagüí (es) - Sabaneta - La Estrella (es) | - San Antonio - Cisneros (es) - Suramericana (es) - Estadio (es) - Floresta (es) - Santa Lucía (es) - San Javier (es) | - San Javier (es) - Juan XXIII (es) - Vallejuelos - La Aurora | - Acevedo - Andalucía (es) - Popular (es) - Santo Domingo Savio (es) | - Santo Domingo Savio (es) - Arví (es)              |